# Sophronica leonensis
Sophronica leonensis là một loài bọ cánh cứng trong họ Cerambycidae.